# Termas romanas dos Cássios

As Termas Romanas dos Cássios ou apenas Termas dos Cássios, foram um balneário público romano, situado na Rua das Pedras Negras, 26, em Lisboa. 
A sua existência já era conhecida há muito tempo por uma informação documental do século XVIII que relata o seu aparecimento aquando do terremoto de 1755.
Mas apenas entre 1991 e 1994 foram descobertas aquando da colocação dos cabos telefônicos, foi aberta uma vala com cerca de 60cm de largura e 1,50m de profundidade, onde surgiu uma grande concentração de cerâmicas romanas. Esta estrutura termal datada do séc. I a.c.